# リノ (パチスロ)
『リノ』は、ニイガタ電子精機が1990年に販売したパチスロ機（3号機）。
AタイプでBIGが360枚、REGが90枚の払い出しがある。
ニイガタ電子初の自社開発機であったがプログラム上に欠陥があり、それを利用した「ポロリンセット打法」と呼ばれる攻略法が存在した。そのために、ホールが攻略法封じのために改造した裏モノも存在した。しかし、当局に摘発されたホールは注射を解かなければならないので、ノーマル機に戻すことなく撤去された（一部のホールは、ノーマル機に戻したので攻略法が通用した）。メーカーであるニイガタ電子はこの裏モノに直接関与していたとされたために、検定取消処分（パチスロ機の製造・販売禁止処分）と業界団体である日電協からの除名処分を受けた。結果として、事実上最初で最後の自社開発機となり、アラジン同様サミー開発であったアラジンゴールド及び、4号機（自社開発機）であるバイカルはお蔵入りとなり、ニイガタ電子精機もサミーグループを離れることとなる。以後、アラジンシリーズはサミーの手で後継機が造られることになった。

## ポロリンセット打法
1. 適当にコインを投入し、精算ボタンを押しながらレバーを叩く。
2. コイン受付ランプが点滅は失敗、消灯は成功（それ以上コインを受け付けなくなる）。
3. リール全停止後「ポロリン」とコインが1枚戻り、1枚掛けになる。
4. BIGフラグが成立する（ボーナス絵柄は5ライン有効）。

尚、通常は360枚の払い出しだが、この打法を用いるとそのBIG終了後に再びBIGフラグが成立する場合があり、その場合600枚以上の獲得が可能になる。